# Das Schwarzlicht-Terrarium
Das Schwarzlicht-Terrarium ist ein im Jahr 2000 im Rowohlt Verlag erschienener Roman des Schriftstellers Thor Kunkel. Der Roman lässt sich als historischer Roman, Pulp-Literatur, Schelmenroman und Entwicklungsroman lesen. Das erste Kapitel wurde 1999 mit dem Ernst-Willner-Preis beim Klagenfurter Ingeborg-Bachmann-Wettlesen ausgezeichnet.

## Aufbau und Erzählweise
Der 640 Seiten lange Roman besteht aus acht Hauptkapiteln, die in insgesamt 60 Abschnitte unterteilt sind. Jedem Kapitel ist ein pessimistisches Motto und eine Tuschezeichnung vorangestellt. Die Erzählstimme ist dabei nicht einheitlich, sondern von Perspektivwechseln, Textcollagen und eingestreuten Szenen aus einem fiktiven Drehbuch geprägt.

## Handlung
Kunkels Roman spielt 1979 vorwiegend in einem Stadtteil von Frankfurt am Main, dem heutigen Gallus-Viertel. Der Protagonist Anton Kuhlmann, genannt Kuhl, hält sich nach dem Abbruch seiner Fernsehtechniker-Lehre als Nachtwächter in einem Parkhaus im Frankfurter Rotlicht-Milieu über Wasser. Seine Freizeit verbringt der zu pausenlosen Selbstreflexionen neigende Kuhl mit anderen gescheiterten Existenzen, dem Pharma-Probanden Rio, dem unterleibsfixierten Fitness-Trainer Sonny und dem kriminellen G.I. Eddie, der einen Handel mit gestohlenen M16-Gewehren betreibt. Während seine Freunde vom großen Geld als Disco-Stars träumen, erkennt der Kuhl in seinem Leben nichts weiter als einen biologischen Film, in dem ihm die Rolle eines Statisten zugedacht wurde. Vor dem Hintergrund der historischen 1970er Jahre begreift der Protagonist sich zunehmend als Molekularmechanismus, der ohne sein Zutun in völliger Perspektivlosigkeit abläuft. Der Ausbruch aus seinem Schattendasein gelingt Kuhl zuletzt nur durch ein grausames Verbrechen. Eine Sonderrolle in dem Roman nimmt der größenwahnsinnige Chemielaborant Karl Fußmann ein, dessen vergebliche amouröse Verstrickungen mit der ausgeflippten Tochter eines Großindustriellen einen zweiten Spannungsbogen des Romans bilden.

## Fortsetzung
Kunkels Roman ist die „erste Hälfte eines Monstermanuskripts von knapp tausend Seiten“. Der zweite, kürzere Teil erschien 2008 unter dem Titel Kuhls Kosmos im Berliner Pulp Master-Verlag. Der Roman erzählt das Ende von Kuhls Flucht auf die Bahamas, wo er das Ende der 1970er im Paradise Inn-Hotel erlebt.

## Rezeption
Der Roman erhielt mehrheitlich positive Rezenseionen. Der Kulturspiegel Heft 5/Mai 2001 befand, Kunkels Roman „ist viel mehr als Pulp-Literatur. Gespickt mit naturwissenschaftlicher Theorie, philosophischen Exkursen, provokanten Porno-Szenen, Gewalt, Drogen und rasanten Dialogen“, stelle der Text auf verschärfte Weise die Frage nach dem Lebenssinn. Die Literaturwissenschaftlerin Dagmar Leupold schrieb in der Welt: „In Kamerun versagen die bewährtesten metaphysischen Modelle: Liebe, Nächstenliebe, Freundschaft (es gibt höchstens eine prekäre Solidarität unter denen, die notorisch den Kürzeren ziehen) zerfallen und schrumpfen unter der Säure der Illusionslosigkeit - jeder setzt seine Waffen, die echten und die symbolischen, ein, so gut er kann - zu einer quantité négligable.“

## Hörbuch
- 2006 Verfallsobjekt Nr. 1, Deutschlandfunk Kultur, Erstausstrahlung: 11. Juni 2006[4]